# Фар (светло на возилима)
Фар је једно од основних делова аутомобила, камиона, мотора и осталих друмских возила. Исправност фарова као и њихов квалитет је веома битан за сигурност путовања. Према америчким истраживањима готово половина удеса се деси ноћу иако је проценат путовања током ноћи само 25%.

## Историја
Први фарови су били у ствари ацетиленске лампе и коришћене су на превозним средствима од 1880. године. Први електрични фарови су направљени 1898. године и били су опционо монтирани на возилима. Ипак временом су постале неизоставни, па чак и најпрепознатљивији део возила.
Стандардне лампе за фарове су представљене 1940. године, док су халогене лампе први пут коришћене 1962.
Иако је основна намена фарова била током ноћне вожње у скорије време је уведена обавеза укључивања фарова и током дана. Ипак многе земље су истакле разне локалне разлоге за и против коришћења светла у дневној вожњи, те се и правила разликују од земље до земље.
Развој светала довео је до тога да су 2006. развијени најмодернији фарови са интелигентним светлосним системом. Она омогућују пет мода рада и то:
- Режим одређене државе у којо се вози
- режим вожње по аутопуту
- Побољшана светла за маглу
- Активно светло
- Светло у кривинама

## Карактеристике
Већина карактеристика фарова је дефинисана посебним правилницима и актима како на нивоу држава тако и на глобалном нивуоу . Модерна предња светла су електрична са могућношћу штеловања на тзв. спуштена светла и подигнута светла. Међусобно пребацивање се врши померањем командног штапа који се обично налази иза волана возила. 

### Спуштена светла
Спуштена светла често подлежу контроли с обзиром да морају бити задовољене одређене карактеристике и норме. Веома је битно да имју одговарајућу да љину како не би сметали возачима долазећих аутомобила, али да опет има сасвим довољну дужину како би се омогућио одговарајући ниво осветљености.

### Дуга светла
Дуга светла најчешће не подлежу озбиљним контролама. Њихова намена је током вожње када у сусрет нема никавог возила и ван насељених места.

### Боја
Најчешћи су захтеви да светлоста фарова буде бела. Ранијим прописима дозвољавало се употреба благо-жутих фарова. Сада су углавном усаглашена правила у већини Европских земаља као и у неким ван Европе као што су Јапан, Нови Зеланд. Тако да већина дозвољава употребу жутих светала код старијих аутомобила док се нови аутомобили углавном праве са белим светлима.
Бела боја има преност јер омогућавају бољу видљивост целог спектра боја. Жута са друге стране има предност у неким случајевима као што су светла за маглу. Најмодернији LED фарови имају светла која тежи ка плавичастој варијанти беле, али топлије боје беле су најпогодније.

### Оптика
Јоше једна карактеристика фарова је закривљеност стакла на фару. С обзиром да се извор светлости, лампа налази у центру у близини рефлектора такав светлећи сноп има облик параболе. Зато је неопходно да оптика фарова исправи све светлосне таласе тако да испред фарова буде релативно усмерен сноп. Постоје више начина како се сноп може исконтролисати али сви се заснивају на Фреснеловим сочивима и призми .

## Галерија
- Округли фар на Јагуару
- Фарови на "отварање", на Мазди
- Модерни LED фарови на Лексусу